# Prażmowo
Prażmowo (deutsch Salpia) ist ein Dorf in der polnischen Woiwodschaft Ermland-Masuren, das zur Stadt- und Landgemeinde Ryn (Rhein) im Powiat Giżycki (Kreis Lötzen) gehört.

## Geographische Lage
Prażmowo liegt am Westufer des Jezioro Jagodne (deutsch Jagodner See, 1938 bis 1945 Kröstensee) in der östlichen Mitte der Woiwodschaft Ermland-Masuren. Bis zur einstigen Kreisstadt Sensburg (polnisch Mrągowo) sind es 26 Kilometer in südwestlicher Richtung, bis zur heutigen kreismetropole Giżycko (Lötzen) 14 Kilometer in nördlicher Richtung, und bis zur Stadt Ryn (Rhein) zehn Kilometer in westlicher Richtung.

## Geschichte
Gegründet wurde das frühere Salpia im Jahre 1546, und es erhielt 1548 die Handfeste. 1818 war Salpia ein Bauerndorf mit 41 Feuerstellen.
Von 1874 bis 1945 war das Dorf Teil des Amtsbezirks Schimonken, der – 1938 in „Amtsbezirk Schmidtsdorf“ umbenannt – zum Kreis Sensburg im Regierungsbezirk Gumbinnen (1905 bis 1945: Regierungsbezirk Allenstein) in der preußischen Provinz Ostpreußen gehörte.
Aufgrund der Bestimmungen des Versailler Vertrags stimmte die Bevölkerung im Abstimmungsgebiet Allenstein, zu dem Salpia gehörte, am 11. Juli 1920 über die weitere staatliche Zugehörigkeit zu Ostpreußen (und damit zu Deutschland) oder den Anschluss an Polen ab. In Salpia stimmten 260 Einwohner für den Verbleib bei Ostpreußen, auf Polen entfielen keine Stimmen.
Bis 1945 war Salpia auch dem Standesamt Schimonken (1938 bis 1945: Schmitdsdorf) zugeordnet. Im Jahre 1910 zählte das Dorf 373 Einwohner, im Jahr 1933 waren es 365 und 1939 noch 348.
In Kriegsfolge kam Salpia 1945 mit dem gesamten südlichen Ostpreußen zu Polen und erhielt die polnische Ortsbezeichnung „Prażmowo“. Es ist heute Sitz eines Schulzenamtes (polnisch sołectwo). Als solches ist es ein Ortsteil der Stadt- und Landgemeinde Ryn (Rhein) im Powiat Giżycki (Kreis Lötzen), vor 1998 der Woiwodschaft Suwałki, seither der Woiwodschaft Ermland-Masuren zugehörig.

## Religionen
Vor 1945 war Salpia in die evangelische Kirche Schimonken in der Kirchenprovinz Ostpreußen der Kirche der Altpreußischen Union und in die katholische Pfarrkirche St. Adalbert in Sensburg im Bistum Ermland eingepfarrt. 
Heute gehört Prażmowo zur Pfarrgemeinde Ryn in der Diözese Masuren der polnischen Evangelisch-Augsburgischen Kirche sowie zur Pfarrkirche Mariä-Himmelfahrt in Szymonka im Bistum Ełk (Lyck) der Römisch-katholischen Kirche in Polen.

## Verkehr
Prażmowo liegt an der Woiwodschaftsstraße DW 643, die den Powiat Giżycki (Kreis Lötzen) mit dem Powiat Mrągowski (Kreis Sensburg) verbindet. Auch führt eine Nebenstraße von Stara Rudówka (Alt Rudowken, 1938 bis 1945 Hammerbruch) direkt in den Ort.